# وعي زائف
الوعي الزائف هو مصطلح يستخدمه علماء الاجتماع ويفسره بعض الماركسيين بالوسائل التي تقوم بها سيرورات مادية، أيديولوجية، مؤسساتية في المجتمع الرأسمالي بتضليل أعضاء البروليتاريا وغيرهم من الطبقات الفاعلة. يعتقد أن هذه السيرورات تخفي حقيقة العلاقات بين الطبقات والوضع الحقيقي بشأن الاستغلال الذي تعاني منه البروليتاريا.
بحسب الماركسية فإن الوعي الطبقي هو الوعي الحقيقي. وضع الفرد في بنية المجتمع يحدد وعيه، وفي هذه البنية فئتين - العليا والدنيا. يَتَحَدَّد الوعي من خلال علاقات الإنتاج بين عمل الفرد ملكية رأس المال. ادعى ماركس أن الوعي سيتغير مما يؤدي بالضرورة إلى تغيير في بنية المجتمع.
على سبيل المثال، وجهات النظر تؤيد الاقتصاد الحر بين أشخاص يفتقدون للسيطرة على وسائل الإنتاج أو عمليات التصنيع هي حالات من الوعي الزائف، وفقا لماركس. تلك الآراء تناسب الرأسماليين وتساهم في مواصلة استغلال أعضاء الطبقات المتدنية.
يمكن للوعي الزائف أن يشرح يتصرف البشر في النظام الرأسمالية الحديث بشكل يتعارض مع مصالحهم الحقيقية.

## إنجلز
على الرغم من أن كارل ماركس كثيرا ما ندد الأيديولوجية بشكل عام، فما مم دليل على أنه كان قد استخدم عبارة «الوعي الزائف». يبدو أنه قد تم استخدامها مقتصر—على الأقل في المطبوعات - على فريدريك إنجلز.

كتب انجلز:
يعبر إنجلز هنا عن حمل دلالي مرتبط بمصطلح الأيديولوجية، أي أنه يلمح إلى عدم الموضوعية، وهو معنى كان يحمله المصطلح أول ما أدخل إلى اللغة الألمانية (ويرجع ذلك إلى رد فعل هيغلي). لقد فقد هذا المعنى إلى حد كبير بمرور ما يقارب القرنين منذئذ إذ تحول معنى كلمة «أيديولوجية» إلى «رؤية كونية» أو «فلسفة». الوعي الزائف مرتبط من الناحية النظرية مع المفاهيم الأيديولوجية السائدة والهيمنة الثقافية، وبدرجة أقل مع التنافر المعرفي.

## تطورات لاحقة
يحاجج مارشال ي. بومر بأن أعضاء البروليتاريا تجاهلوا حقيقة طبيعة العلاقات الطبقية بسبب اعتقادهم في احتمال أو إمكانية الترقي. مثل هذا الاعتقاد أو ما يشابهه يقال أنها ضرورية في الاقتصاد مع افتراض عقلانية الوكالة؛ وإلا كان العمال الأجراء أنصارا واعين لعلاقات اجتماعية تتناقض مع مصالحهم الخاصة، مما يخالف هذا الافتراض.

## وصلات خارجية
- الفكر والوعي الزائف جوزيف ماكرني (بالإنجليزية)